# Divadlo Josefa Kajetána Tyla

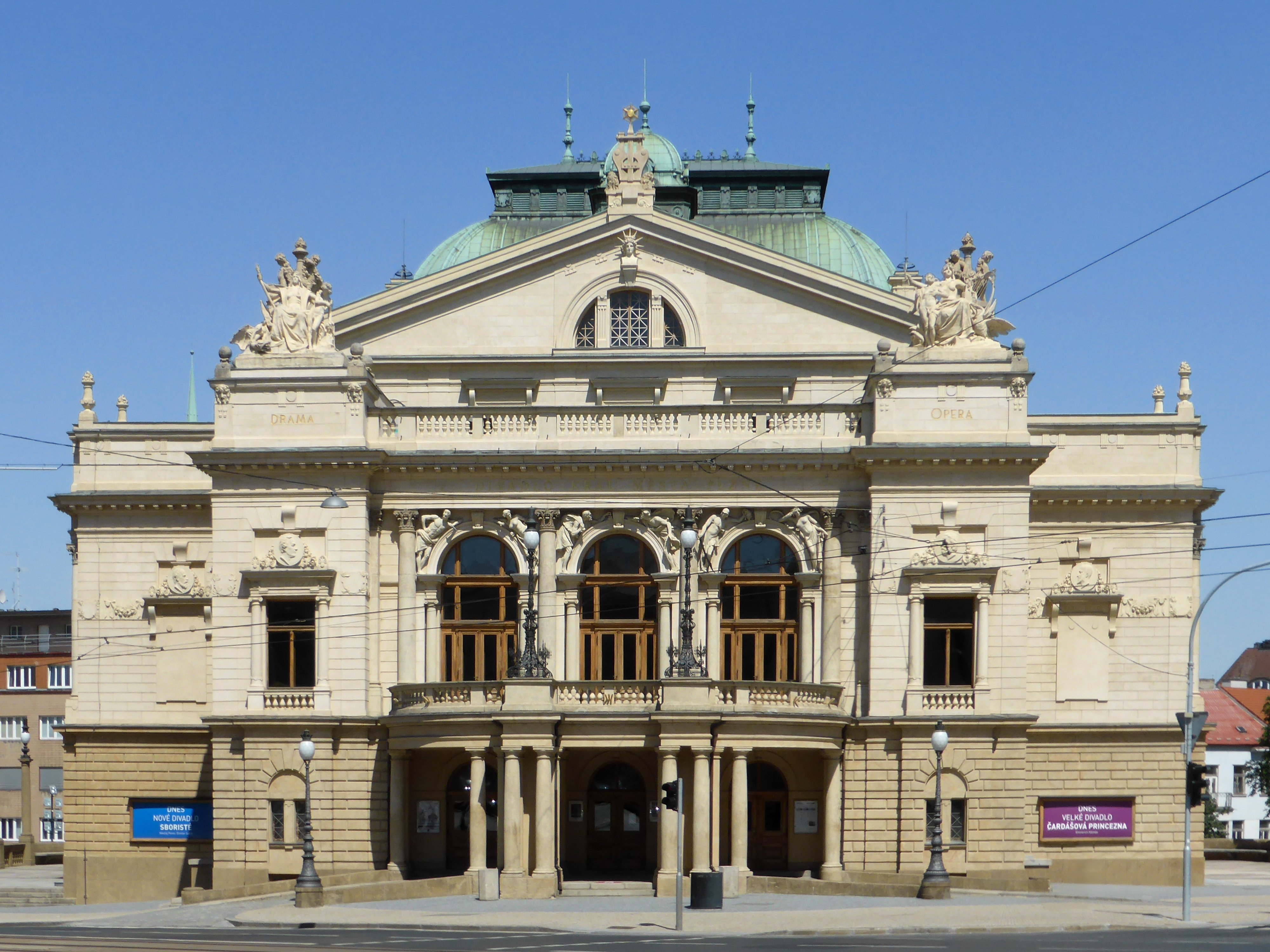
Divadlo Josefa Kajetána Tyla

Das Divadlo Josefa Kajetána Tyla (DJKT, deutsch: Josef-Kajetán-Tyl-Theater oder Theater Pilsen) ist ein Theater in der tschechischen Stadt Pilsen. Es spielt Theater, Opern, Ballett und Musicals.

## Geschichte

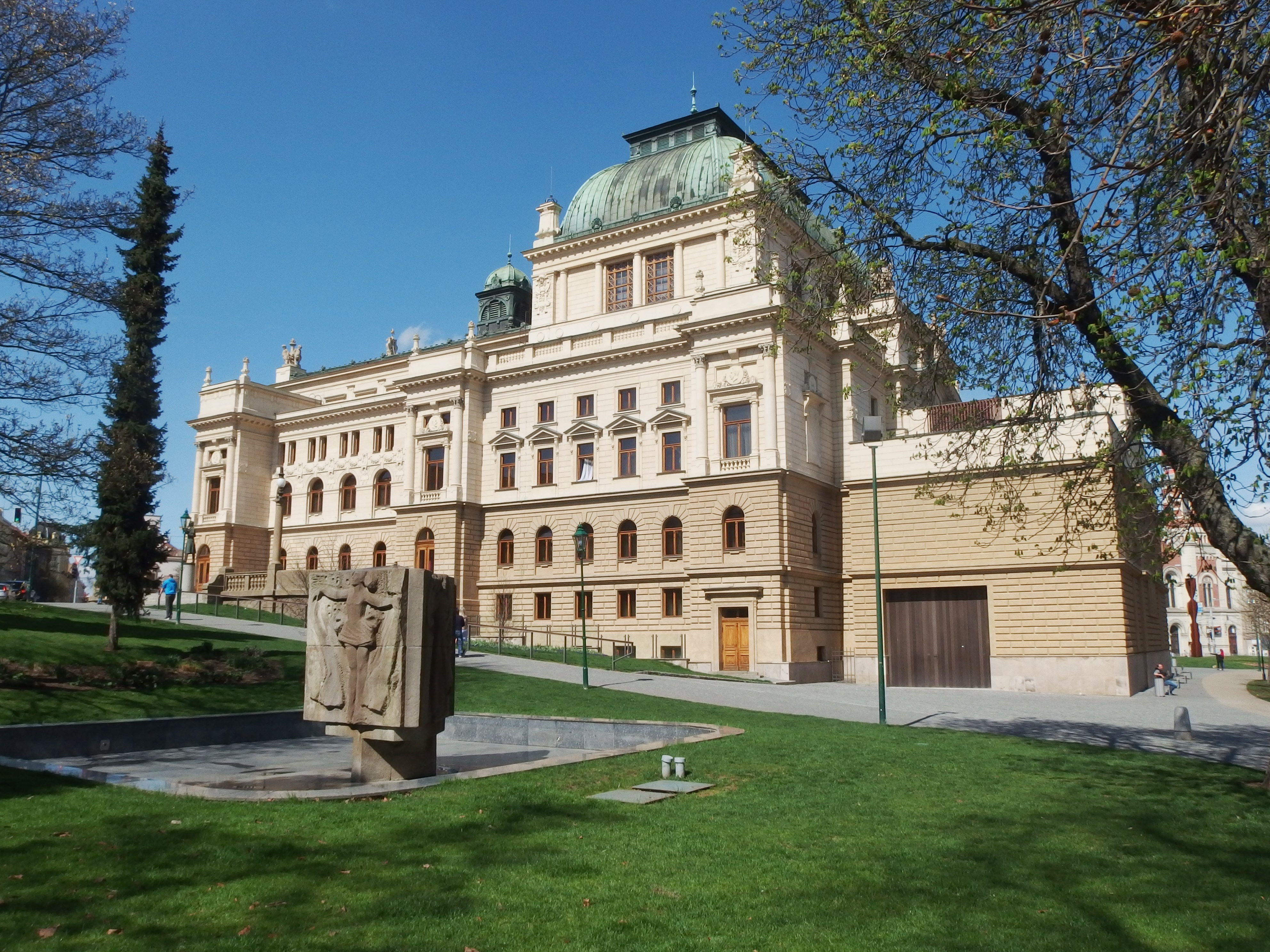
Seitenansicht

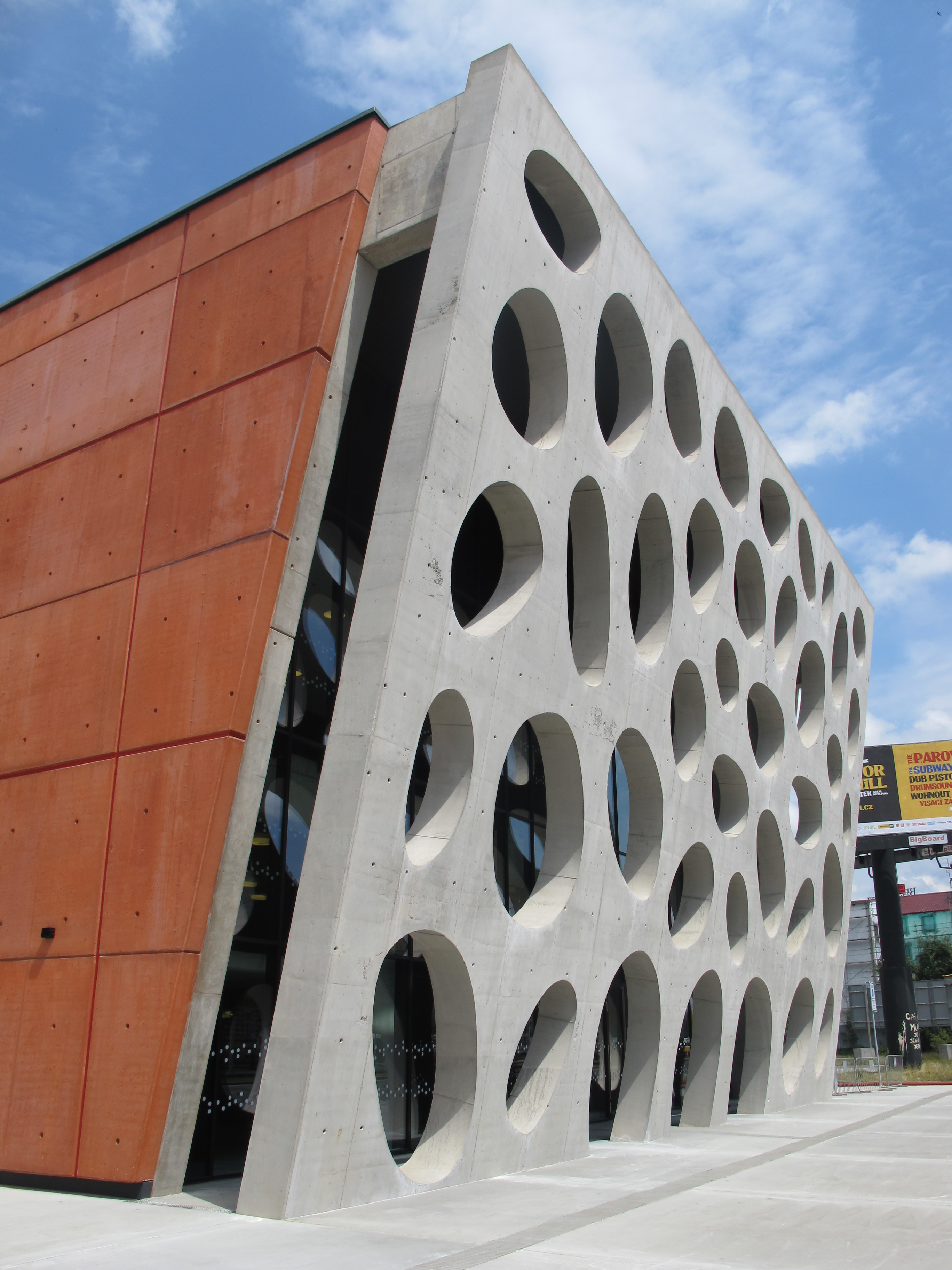
Neues Theater

Das Große Theater in Pilsen wurde zwischen 1899 und 1902 erbaut und am 21. September 1902 mit der Oper Libuše von Bedřich Smetana und einer Festrede von Adolf Heyduk eröffnet. Es verfügt über 444 Sitzplätze. Architekt des Theaters im Neorenaissance-Stil war Antonín Balšánek. Von 1981 bis 1985 wurde das Haus von Pavel Němeček umgebaut.

## Heute
Das Theater Pilsen präsentiert sich heute als ein Mehrspartenhaus mit jährlich über 600 Veranstaltungen. Beheimatet sind dort Ensembles für Schauspiel, Oper, Ballett, Operette und Musical.
Im Jahr 2014 wurde das Neue Theater, ein neu errichtetes zusätzliches Theatergebäude fertiggestellt. Im Beisein von Kulturminister Daniel Herman und Bischof František Radkovský wurde es mit Smetanas Verkaufter Braut feierlich eröffnet.